# Crotalaria tenuirostrata
Crotalaria tenuirostrata är en ärtväxtart som beskrevs av Roger Marcus Polhill. Crotalaria tenuirostrata ingår i släktet sunnhampor, och familjen ärtväxter. Inga underarter finns listade i Catalogue of Life.